# Krosno (district)
Krosno (powiat krośnieński) is een district (powiat) in de Poolse woiwodschap Subkarpaten. De oppervlakte bedraagt 923,79 km², het inwonertal 112.064 (2014).

## Steden
- Dukla
- Jedlicze
- Rymanów

Stadsdistricten:
Rzeszów · Tarnobrzeg · Przemyśl · Krosno

Districten:
Bieszczady · Brzozów · Dębica · Jarosław · Jasło · Kolbuszowa · Krosno · Łańcut · Lesko · Leżajsk · Lubaczów ·  Mielec · Nisko · Przemyśl · Przeworsk · Ropczyce-Sędziszów · Rzeszów · Sanok · Stalowa Wola · Strzyżów · Tarnobrzeg

Grootste steden:
Dębica · Jarosław · Jasło · Krosno · Mielec · Przemyśl · Rzeszów · Sanok · Stalowa Wola · Tarnobrzeg